# 卡尔博尼亚诺
卡尔博尼亚诺（義大利語：Carbognano），是意大利维泰博省的一个市镇。总面积17.25平方公里，人口2082人，人口密度120.7人/平方公里（2009年）。ISTAT代码为056016。